# José Ignacio Pérez Sáenz
José Ignacio Pérez Sáenz (Calahorra, La Rioja, 7 de noviembre de 1951) es un político español del PSOE. Fue presidente de la comunidad autónoma de La Rioja entre 1990 y 1995. Actualmente es presidente del PSOE de La Rioja y delegado del Gobierno en La Rioja.

## Biografía
Nacido en Calahorra en 1951, es licenciado en Derecho por la Universidad de Barcelona, siendo posteriormente profesor en la UNED. Vinculado al PSOE, fue concejal de su ciudad local entre 1979 y 1983. Ese mismo año obtuvo el acta de diputado en el recién creado Parlamento de La Rioja, y fue nombrado consejero de Educación y Cultura del gobierno autonómico presidido por su compañero de partido José María de Miguel. Tras el paso del PSOE a la oposición en La Rioja merced al pacto entre el PP y Partido Riojano, encabezó a su partido en el parlamento regional, hasta que presentó una moción de censura al gobierno de Joaquín Espert en 1990, la cual triunfó y le permitió formar gobierno de coalición entre el PSOE y el Partido Riojano. Candidato en 1991, ganó las elecciones y puedo formar de nuevo gobierno, hasta su derrota en 1995 frente a Pedro Sanz Alonso por mayoría absoluta. Se mantuvo como líder parlamentario del PSOE riojano y se presentó de nuevo en 1999, retirándose de la política autonómica.
En las elecciones generales del 2000 lideró la lista del PSOE al Senado de España, obteniendo un escaño que renovó en los comicios de 2004 y 2008 hasta su retirada de la Cámara Alta en 2011. En 2012, tras la elección de César Luena López como secretario general del PSOE riojano, es nombrado presidente, cargo que ocupa hasta 2021. 
En la actualidad es Presidente del Consejo Consultivo de La Rioja.

## Cargos desempeñados
- Concejal en el Ayuntamiento de Calahorra. (1979-1983)
- Diputado del Parlamento de La Rioja. (1983-2000)
- Consejero de Educación y Cultura de La Rioja. (1983-1987)
- Presidente de la Comunidad Autónoma de La Rioja. (1990-1995)
- Portavoz del Grupo Socialista en el Parlamento de La Rioja. (1995-2000)
- Senador por La Rioja. (2000-2011)
- Presidente del PSOE de La Rioja. (Desde 2012-21)
- Delegado del Gobierno en la Comunidad Autónoma de La Rioja. (2018-2020)
- Presidente del Consejo Consultivo de La Rioja. (Desde 2022)